# Hampton Court Palace
Hampton Court Palace var et kongeligt palads sydvest for London i bydelen Richmond upon Thames. Paladset ligger 18,9 km sydvest for Charing Cross ved Themsen. Paladset er nu åbent for publikum og er en stor turistattraktion. I paladsets have Hampton Court Park er der hvert år Hampton Court Palace Blomsterudstilling.

## Historie
Malteserordenen har dyrket landbrug på stedet siden 1236. I 1505 lejede sir Giles Daubeney grunden, og brugte den til at underholde Henry VII.
Thomas Wolsey ærkebiskop af York lejede grunden i 1514 og genopbyggede hovedbygningen fra det 14. århundrede (1515–1521), for at danne kernen i det nuværende palads. De få tilbageværende Tudor sektioner af Hampton Court, som blev fornyet og genopbygget af Henry VIII, antyder at Wolsey havde tænkt det som et idealt Renæssance palads i samme stil som de italienske arkitekter il Filarete og Leonardo da Vinci. 
I 1604 mødtes kong James 1. af England med repræsentanter for de engelske puritanere ved et møde kendt som Hampton Court Konferencen. Der blev ikke opnået enighed med puritanerne, men mødet førte til, at James godkendte, hvad der nu er kendt som Kong James versionen af Bibelen.
Fra George IIIs tid i 1760 begyndte monarkerne at foretrække andre London-hjem, og Hampton Court var ikke kongelig residens. 
Restaureringen af den store hall begyndte i 1796. I 1838 færdiggjorde Dronning Victoria restaureringen, og åbnede slottet for offentligheden. En stor brand i 1986 medførte et nyt restaureringsprogram, som blev færdigt i 1995.

## Labyrinten
Hampton Court huser også den verdensberømte Hampton Court Palace labyrint. Den blev plantet mellem 1689 og 1695 af George London og Henry Wise for Vilhelm 3. af England. Den dækker ca. 1300 m² og har 800 m stier. Det er muligt at det nuværende design erstattede en tidligere labyrint plantet for Thomas Wolsey. Labyrinten bestod oprindeligt af avnbøg, men er blevet repareret med f mange typer hækplanter.